# Кременчугское водохранилище

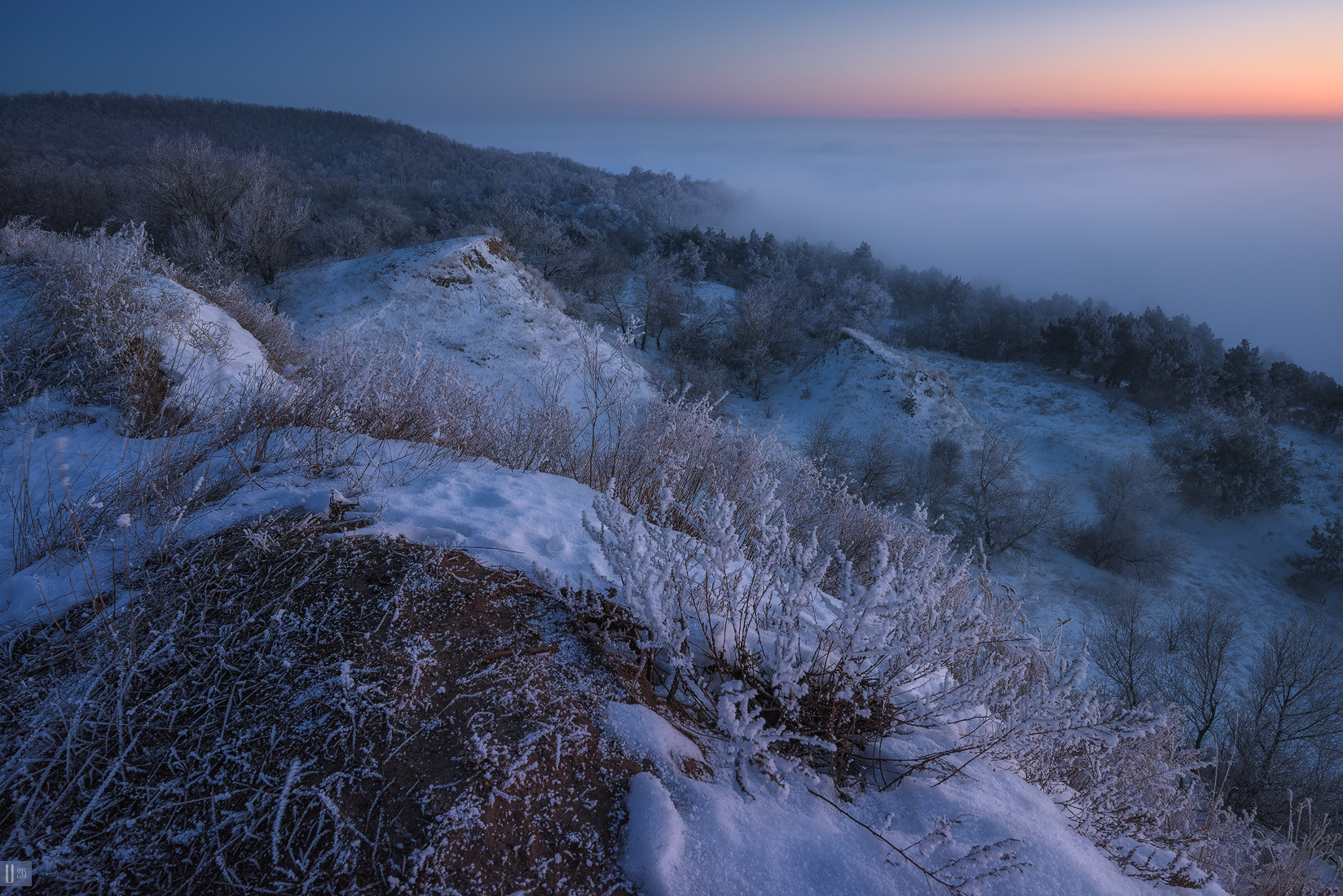
Мороз. Внутрення тишина. Центральная Украина, январь 2017. (C) U-235

Кременчугское водохранилище (укр. Кременчуцьке водосховище) — одно из шести крупных водохранилищ на Днепре, расположенное в центральной Украине. К нему примыкают Черкасская, Кировоградская и Полтавская область. В него впадают реки Сула, Рось и Тясмин.

## Этимология
Получило название от замка в урочище  Кременчук существовавшего в 1571 году. В Свою очередь этимология замка Кременчук — 'малая крепость, крепостца' из тюрк, кермен 'крепость' и тюрк, суффикса уменьшительности -чик / -чык.

## Описание
Кременчугское водохранилище занимает площадь 2252 км² и содержит около 13,5 км³ воды. Его длина 149 км при максимальной ширине 28 км. Наибольшая глубина водохранилища — 28 м. Средняя глубина 6 м. Это самое большое по площади водохранилище на Украине. Имеет большое значение для рыболовства, кроме того на его берегах расположены большие предприятия по разведению рыбы.
Сооружённая между 1959 и 1961 годами плотина озера расположена 15 км западнее Кременчуга, вблизи Светловодска, где находится крупная Кременчугская ГЭС. По верху плотины проходит автошоссе и железная дорога. При создании водохранилища был затоплен г. Новогеоргиевск. Так же было затоплено городище древнерусского города Воинь в старом устье реки Сулы.
Водохранилище является местом для отдыха и рыбалки.